# Astragalus campylorhynchus
Astragalus campylorhynchus es una especie de planta del género Astragalus, de la familia de las leguminosas, orden Fabales.
Fue descrita científicamente por Fischer & C. A. Meyer.